# Нюпорт (окръг, Роуд Айланд)
Вижте пояснителната страница за други значения на Нюпорт.
Окръг Нюпорт (на английски: Newport County) е окръг в щата Род Айлънд, Съединени американски щати. Площта му е 813 km², а населението – 82 784 души (2016). Няма административен център.